# Microcalicha sordida
Microcalicha sordida är en fjärilsart som beskrevs av Butler 1878. Microcalicha sordida ingår i släktet Microcalicha och familjen mätare. Inga underarter finns listade i Catalogue of Life.